# Psihičke funkcije
Pod psihičkom funkcijom Carl Gustav Jung je razumijevao izvjestan oblik psihičke djelatnosti koji u različitim okolnostima načelno ostaje sebi jednak. Energetski promatrano psihička funkcija je pojavni oblik libida koja u različitim okolnostima načelno ostaje sebi jednaka. Možda na sličan način kako se fizikalna snaga može promatrati kao svakodnevni oblik fizikalne energije. Jung je razlikovao četiri osnovne psihičke funkcije, dvije racionalne i dvije iracionalne, to su mišljenje i osjećanje, osjet i intuicija.

### Mišljenje
Mišljenje je ona psihička funkcija koja, shodno svojim vlastitim zakonima, dovodi date predstavne sadržaje u pojmovni spoj. Mišljenje je aperceptivna djelatnost i kao takva se dijeli na aktivnu i pasivnu. Aktivno mišljenje je racionalna voljna radnja, pasivno mišljenje je događaj. Jung je sposobnost mišljenja upravljenog na nešto obilježio je kao intelekt, a sposobnost pasivnog ili neupravljanog mišljenja obilježio je kao intelektualnu intuiciju.

### Osjećaj
Jung se nije priključio onim psihološkim smjerovima koji osjećaj shvaćaju kao sekundarnu, o «predstavama» ili osjetu ovisnu pojavu,  nego je s Höffdingom, Vunt-om, Lehmannom, Külpeom, Baldwinom i drugima u osjećaju (čuvstvu) nalazio samostalnu funkciju svoje vrste. Osjećaj je ponajprije proces koji se obavlja između ja i danog sadržaja, i to proces koji sadržaju daje određenu vrijednost u smislu usvajanja ili odbijanja (ugodnost, ili neugodnost), a potom i proces koji se može pojavljivati i kao «raspoloženje». Osjećaj je subjektivan proces koji u svakom pogledu može biti neovisan o vanjskom podražaju. Čak i ravnodušan osjećaj ima neki osjećani ton, naime ton ravnodušnosti, čime se izražava procjenjivanje. Stoga je osjećaj i neka vrsta prosuđivanja, ali koje se od intelektualnog suda utoliko razlikuje ako se ne obavlja radi donošenja neke pojmovne sveze, nego radi nekog prije svega subjektivnog usvajanja ili odbijanja. Kao što mišljenje sadržaje svijesti raspoređuje prema pojmovima, tako i osjećaj raspoređuje sadržaje svijesti prema njihovoj vrijednosti. Prema tome osjećaj je kao i mišljenje racionalna funkcija, ako se vrijednost uopće, kao što iskustvo pokazuje, dodjeljuje prema zakonima razuma.

### Osjet
Osjet je ona psihička funkcija koja posreduje između nadražaja i opažaja. Stoga je osjet istovjetan s opažanjem ili percepcijom. Osjet se odnosi na vanjske fizičke podražaje, ali i na unutarnje, to jest na promjene unutarnjih organa. Otuda je osjet u prvom redu osjetilno opažanje (osjetilna percepcija) preko osjetilnih organa i «osjetila tijela». On je s jedne strane element predstavljanja, ako posreduje između predstavljanja i perceptivne slike vanjskog objekta, a, s druge strane i element osjećaja, jer percepcijom tjelesne promjene daje osjećaju karakter afekta. Kako je osjet elementarna pojava (fenomen), on je nešto jednostavno zadano što nije podvrgnuto zakonima razuma i u suprotnosti je s osjećajima i mišljenjem. Stoga Jung osjet obilježava kao iracionalnu funkciju, iako razumu polazi za rukom veliki broj osjeta primiti u racionalne veze.

### Intuicija
Intuicija (od intueri = gledati, promatrati) je po Jungu suprotnost od osjeta, osjet definira kao svjesno opažanje (percepciju) a intuiciju kao nesvjesno. Ove dvije funkcije uzajamno se kompenziraju, isto kao što to rade mišljenje i osjećaji. Intuicija je psihička funkcija koja nesvjesnim putem prilagođava opažanje. Predmeti tog opažanja mogu biti i unutarnji i vanjski objekti i njihove veze. Posebnost intuicije je u tome što ona nije ni osjetilno opažanje, ni osjećaj, ni intelektualni zaključak, premda se može pojavljivati i u tom obliku. Kod intuicije se pokazuje nekakav sadržaj kao gotova cjelina, za koju ne možemo navesti ili pronaći način na koji se taj sadržaj ostvario. Intuicija je vrsta instinktivnog dokučivanja različitih sadržaja, ona je karakteristika infantilne i primitivne psihologije, te je kao i osjet iracionalna funkcija opažanja. Dijeli se na konkretnu i apstraktnu intuiciju. Intuicija je kao i osjet kolijevka gdje se mišljenje i osjećaj razvijaju kao racionalne funkcije.